# مطار سنداي
مطار سنداي (باليابانية: 空港 仙台)(إياتا: SDJ، إيكاو: RJSS) هو مطار يقع في ناتوري، بمحافظة مياغي، 13,6 كم (8.5 ميل) جنوب شرق محطة سنداي، في اليابان. في 11 مارس 2011 لحقت بالمطار أضرار بالغة من جراءالزلزال وموجة التسونامي 2011.
في 1940 بنى الجيش الامبراطوري الياباني مطار سنداي لاستخدام الجيش كمدرسة ومركز للتدريب، وكان يسمى من قبل بالعديد من الأسماء : مطار ناتوري، مطار ماسدا، ومطار ياتوري. في عام 1943، انتقل مركز ميهو العسكري إلى مطار سينداي وفي وقت لاحق جرى توسيع المرافق وإصلاحه لاستخدامه من قبل مدرسة سينداي العسكرية للطيران.
ولكن بعد نهاية الحرب العالمية الثانية، سيطر جيش الولايات المتحدة الأمريكية على المطار وعملياته. حتى عام 1956، وتسليمه إلى اليابان.
في عام 1957، تم تطوير المدرج إلى 1200 متر (3937 قدم) وبدأ المطار في خدمة الطائرات التجارية في 14 فبراير 1979، لذلك تم تطوير المدرج ب لل2000 متر (6562 قدم). أيضا، انتقلت مدرسة تعليم الطيران لقوة الدفاع الذاتي اليابانية التابعة للجيش إلى شمال أوتسونوميا. بداية 6 أبريل 1990، أنشأت شركة الخطوط الجوية آسيانا مسار رحلات إلى سول (مطار كيمبو) لسنداي، وبالتالي بداية الخدمة الدولية من المطار. كان في 1992، تم تطوير المدرج ب لأكثر من 2500 متر (8202 قدما) وبعد خمس سنوات لاحقة، في عام 1997، افتتح مبنى صالة الركاب الجديد.
في 11 مارس 2011، غمرت مياه الفيضان المطار تماما وتوقف العمليات من جراء الزلزال والتسونامي 2011.

## المرافق
تم تصميم مبنى الركاب الرئيسي من قبل المهندس المعماري الأمريكي جيو أوباتا، من مجموعة معمارية في سانت لويس هيلموت واوباتا، كاسابوم.
المبنى مكون من أربعة طوابق:
الأرضي : منطقة القادمين (المحلية والدولية)، استلام الأمتعة، والجمارك، سنترال بلازا.
M2 : مسار القادمين ومنطقة مراقبة الجمارك.
الثاني : منطقة المغادرين (المحلية والدولية)، مكاتب شركات الطيران، ومكاتب تسجيل المسافرين، وصالات الانتظار.
الثالث : محلات البيع بالتجزئة، وصالة رجال الأعمال، صالة الانتظار ومنطقة الوصول إلى طابق المراقبة.
للمطار 8 جسور للتعامل مع الطائرات القادمة والمغادرة. المنطقة الغربية من المبنى مخصصة للرحلات الداخلية والجانب الشرقي للرحلات الدولية.
ويقع برج المراقبة، والمكتب الإقليمي لمكتب الطيران المدني والشحن الجوي على الجانب الغربي من مبنى المطار الرئيسي.

## شركات الطيران
| شركـات طيـران          | الوجهات                                                                            |
| ---------------------- | ---------------------------------------------------------------------------------- |
| Air Do                 | Sapporo–Chitose                                                                    |
| خطوط كل اليابان الجوية | Naha، مطار إيتامي الدولي، Sapporo–Chitose                                          |
| إيه إن إيه وينغز ‏      | مطار تشوبو سنتراير الدولي، مطار إيتامي الدولي، Sapporo–Chitose                     |
| خطوط آسيانا الجوية     | مطار إنتشون الدولي                                                                 |
| إيفا للطيران           | مطار تايوان تاويوان الدولي                                                         |
| Fuji Dream Airlines    | Izumo                                                                              |
| Ibex Airlines          | Fukuoka، Hiroshima، مطار تشوبو سنتراير الدولي، مطار إيتامي الدولي، Sapporo–Chitose |
| J-Air                  | Fukuoka، مطار إيتامي الدولي، Sapporo–Chitose                                       |
| Peach Aviation         | مطار تشوبو سنتراير الدولي، مطار كانساي الدولي، Sapporo–Chitose                     |
| خطوط سكايمارك الجوية   | Kobe                                                                               |
| ستارلوكس للطيران       | مطار تايوان تاويوان الدولي                                                         |
| Tigerair Taiwan        | مطار تايوان تاويوان الدولي                                                         |